# Haldenvassdragets kanalmuseum
Haldenvassdragets kanalmuseum är ett lokalhistoriskt museum som behandlar kulturhistoria och naturhistoria om Haldenvassdraget i Norge. Museet ligger i Ørje i Marker kommun i Østfold fylke.
Museet invigdes 1986, 200 år efter det att kanalbyggaren Engebret Soot föddes. Museet ligger på det nedlagda träsliperiet Ørje Brugs område vid Ørjes slussar. Från 1996 ingår den tidigare fabriksbyggnaden och bostadshuset Færjeriet i museet. Andra hus som ingår är chefsbostaden Wanghuset, en uthusbyggnad, Lundinstua, som är inredd som bostad från omkring 1900, samt bostadshuset Brakka. 
Utställningarna behandlar bland annat skogsbruk, timmerflottning, byggandet av Haldenkanalen samt de ångbåtar som trafikerat Haldenvassdraget. 
Haldenvassdragets kanalmuseum ingår sedan 2006 i Østfoldmuseene. Det är öppet sommartid.

## Bildgalleri

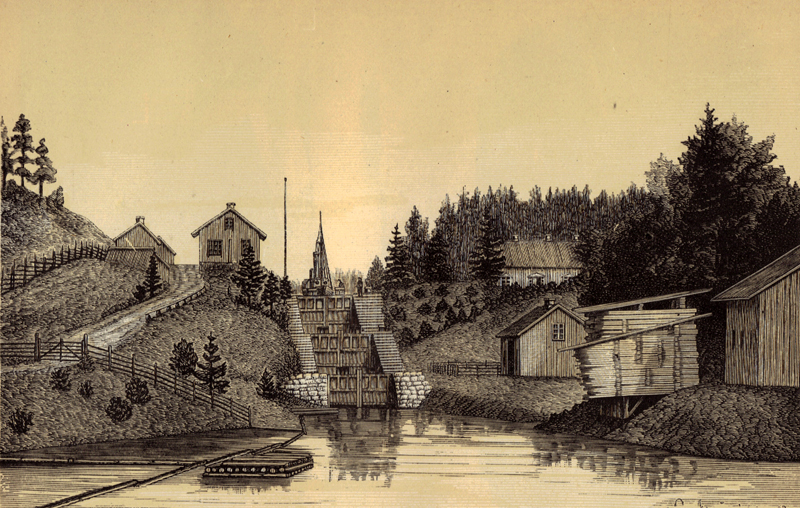
Ørje slussar 1885
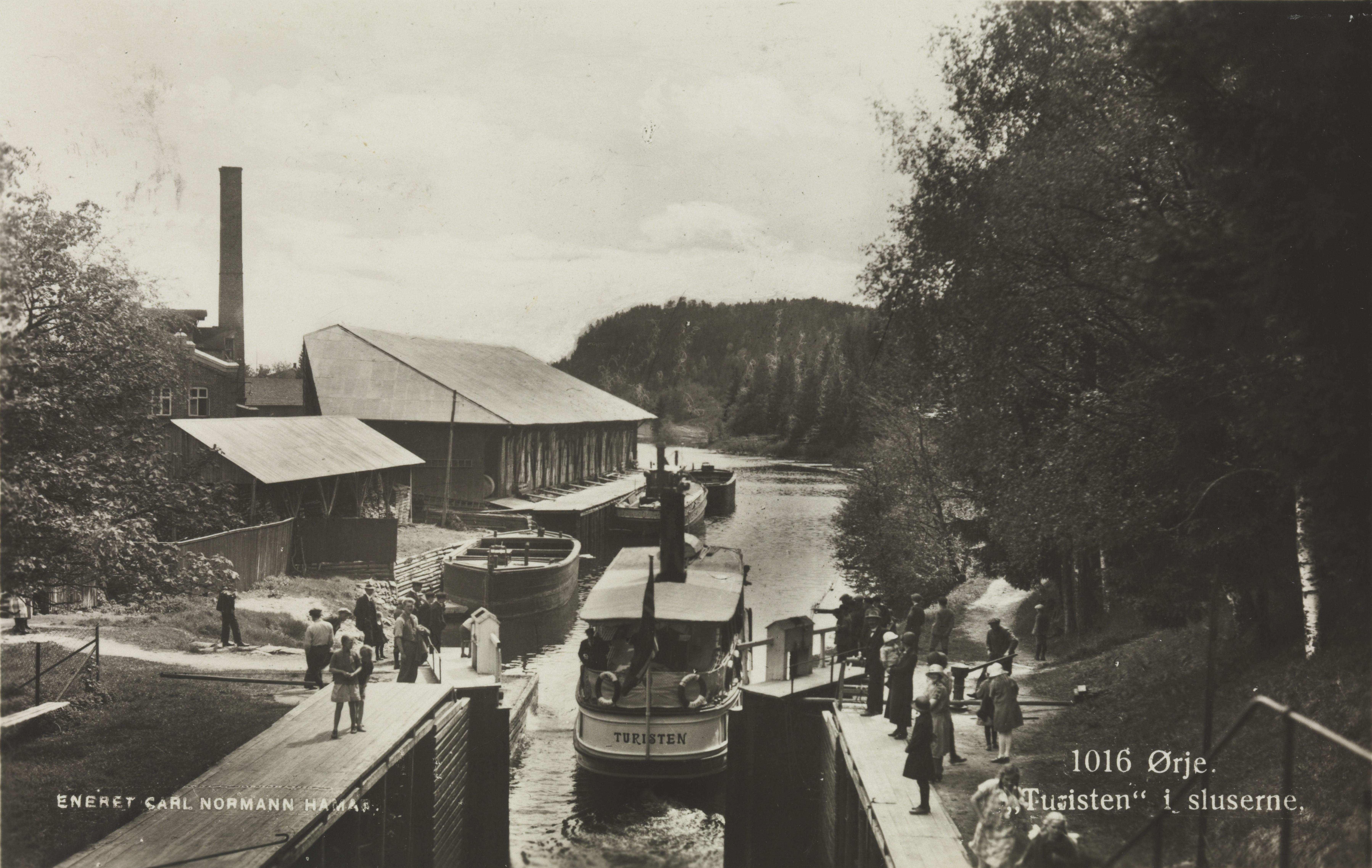
S/S Turisten vid Ørje brug
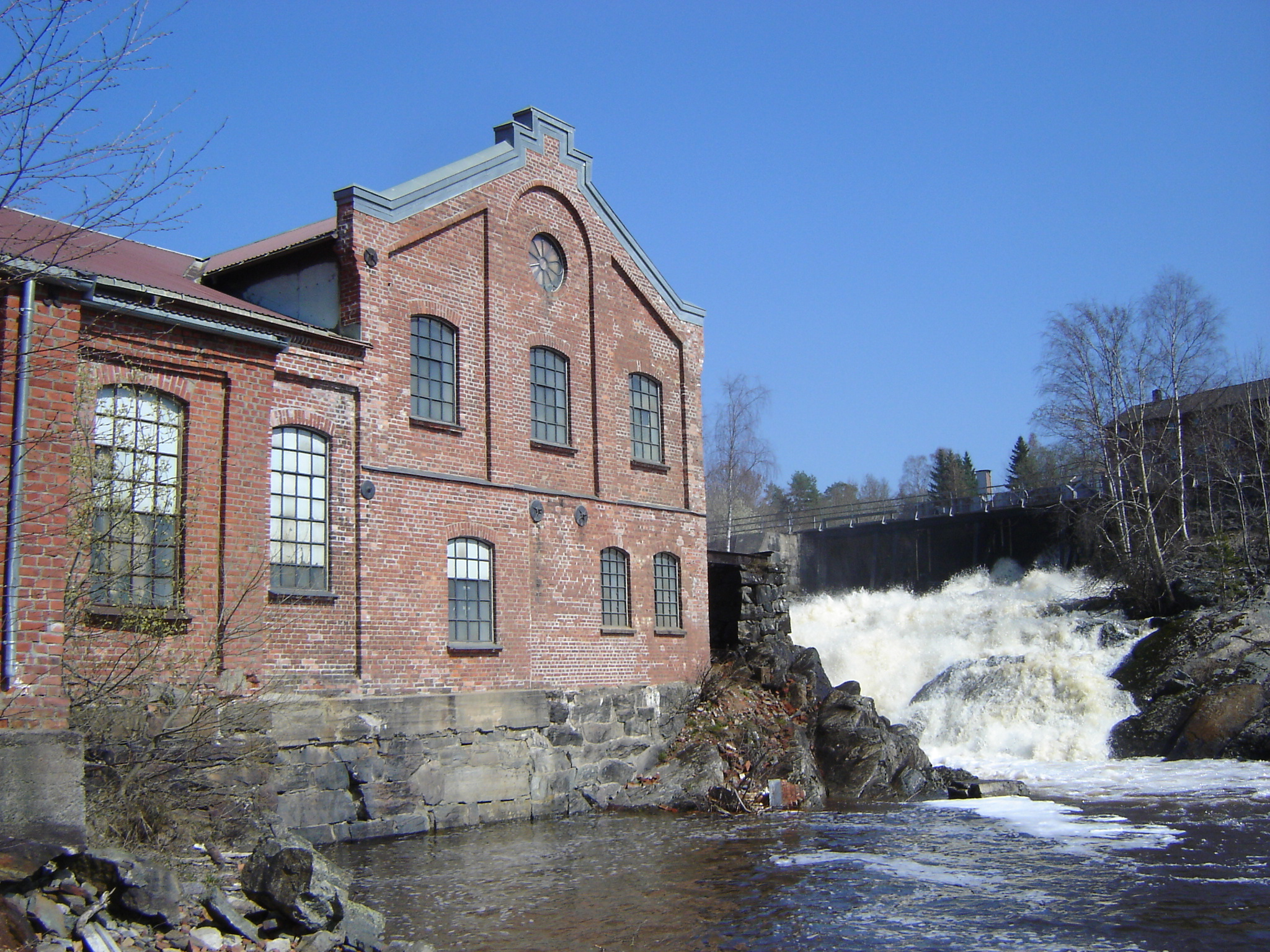
Ørje brug
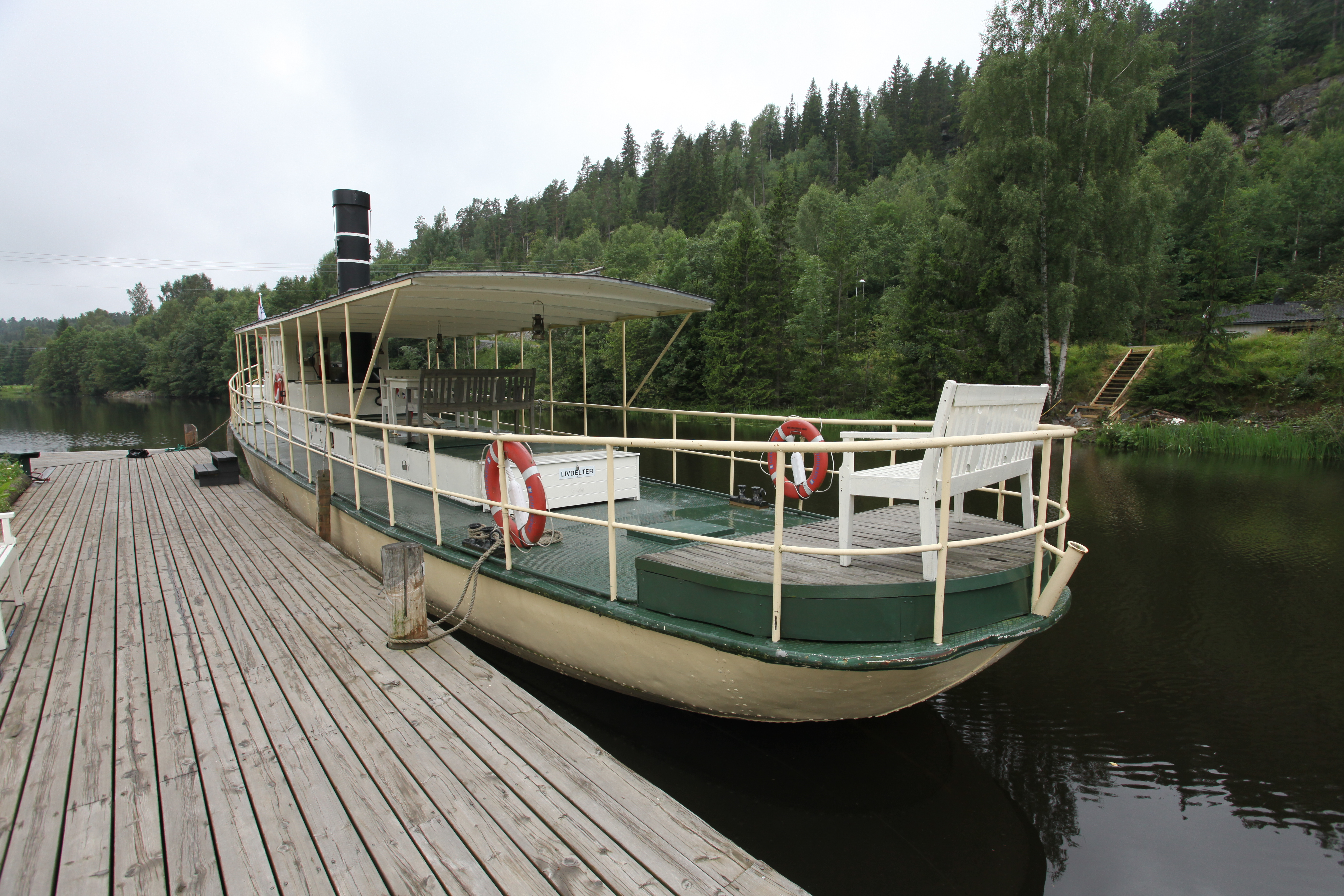
S/S Engebret Soot
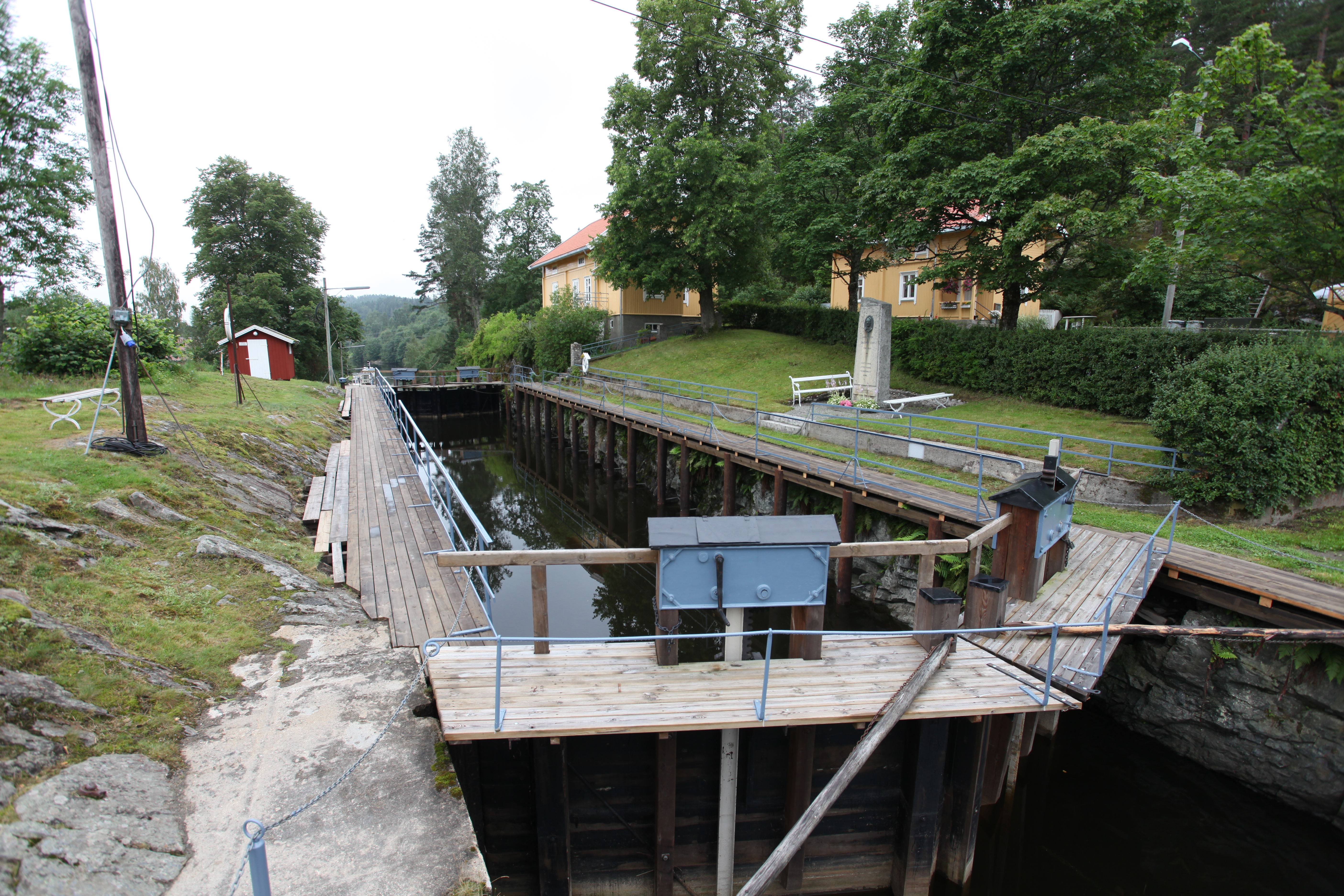
Ørje slussar